# Hermenegildo Peres
Hermenegildo Peres (m. depois de 885), foi filho de Pedro Theon, possivelmente filho de Bermudo I das Astúrias.

## Descendencia
- Mendes das Astúrias,[carece de fontes?]